# Falsignambia grandis
Falsignambia grandis är en skalbaggsart som beskrevs av Renaud Maurice Adrien Paulian 1987. Falsignambia grandis ingår i släktet Falsignambia och familjen bladhorningar.
Artens utbredningsområde är Nya Kaledonien. Inga underarter finns listade i Catalogue of Life.